# Дубова (Румунія)
Дубова (рум. Dubova) — село у повіті Мехедінць в Румунії. Входить до складу комуни Дубова.
Село розташоване на відстані 305 км на захід від Бухареста, 32 км на захід від Дробета-Турну-Северина, 127 км на захід від Крайови.

## Населення
За даними перепису населення 2002 року у селі проживали 499 осіб. Рідною мовою 491 особа (98,4%) назвала румунську.
Національний склад населення села:
| Національність | Кількість осіб | Відсоток |
| -------------- | -------------- | -------- |
| румуни         | 482            | 96,6%    |
| цигани         | 11             | 2,2%     |